# Тадулино (Вітебський район)
Тадулино (біл. Тадуліна) — село в Білорусі, у Вітебському районі Вітебської області. Входить до складу Вимнянської сільської ради.
У XVIII столітті власником села був великий писар Великого Князівства Литовського, каштелян Троцький, воєвода Троцький Тадеуш Огінський, який у 1743 році заснував василіянський чоловічий монастир. В 1839 році монастир став православним чоловічим, а в 1888 році — жіночим. Закритий радянською владою в 1928 році. В обителі зберігалася Тадулинська чудотворна ікона Матері Божої.

## Населення
За переписом населення Білорусі 2009 року чисельність населення села становила 50 осіб.